# Államok vezetőinek listája 660-ban
Ezen az oldalon az i. sz. 660-ban fennálló államok vezetőinek névsora olvasható földrészek, majd országok szerinti bontásban.

## Európa
- Bizánci Birodalom
  - Császár: II. Kónsztasz (641–668)

- Frank Birodalom
  - Király: 
    - Austrasia: (III.) Childebert (656–662)
    - Neustria és Burgundia: III. Chlothar (657–673)

  - Bajor Hercegség: I. Theodo (640–680)
  - Türingiai Hercegség: I. Heden (642–687)

- Longobárd Királyság
  - Király: I. Aripert (653–661)
  - Beneventói Hercegség
    - Herceg: Grimoald (647–662)

  - Friuli Hercegség
    - Herceg: Ago (645–660)
    - Herceg: Lupus (660–664)

  - Spoletói Hercegség
    - Herceg: Atto (653–663)

- Onogurok
  - Kagán: Kubrat (632–665)

- Vizigót Királyság
  - Király: Recceswinth (653–672)

### Britannia
- Bernicia
  - Király: Oswiu (642–670)

- Deira
  - Király: Alhfrith (655–664)

- Dál Riata
  - Király: Conall Crandomna (650–660)
  - Király: Domangart mac Domnaill (660-673)

- Essexi Királyság
  - Király: II. Sigeberht (650–660)
  - Király: Swithhelm (660–664)

- Gwynedd
  - Király: Cadwaladr ap Cadwallon (655–682)

- Kelet-angliai Királyság
  - Király: Æthelwald (655–664)

- Kenti Királyság
  - Király: I. Earconberht (640–664) és Eormenred (640–kb.660)

- Mercia
  - Király: Wulfhere (658–675)

- Strathclyde
  - Király: Elfin (658–693?)

- Wessexi Királyság
  - Király: Cenwalh (648–672)

## Ázsia
- Csampa
  - Király: I. Vikrantavarman 653–686

- Ibériai Királyság
  - Király: II. Adarnész Patrikiosz (650–684)

- India
  - Anuradhapura
    - Király: II. Kasszapa (652–661)

  - Csálukja Birodalom
    - Király: I. Vikramaditja (655–680)

  - Karkota-dinasztia
  - Király: Durlabhavardhana (625–661)
  - Pallava
    - Király: I. Naraszimhavarman (630–668)

- Japán
  - Császárnő: Szaimei (655–661)

- Kína (Tang-dinasztia)
  - Császár: Tang Kao-cung (649–683)

- Korea
  - Pekcse
    - Király: Idzsa (641–660)

  - Kogurjo
    - Király: Podzsang (642–668)

  - Silla
    - Királynő: Mujol (654–661)

- Rásidún Kalifátus
  - Kalifa: Ali (656–661)

- Nepál
  - Király: Narendradéva (643–679)

- Tibet
  - Király: Mangszong Mangcen (649–676)

## Afrika
- Akszúmi Királyság
  - Akszúmi uralkodók listája

## Amerika
- Copán
  - Király: Rauch Imix (628–695)
- Palenque
  - Király: I. K'inich Janaab Pakal (615–683)
- Tikal
  - Király: Nuun Ujol Chaak (kb. 650–679)

## Egyházfő
- Pápa: Vitalianus (657–672)
- Konstantinápolyi pátriárka: Petrosz (654–666)

## Fordítás
- Ez a szócikk részben vagy egészben  a   Liste der Staatsoberhäupter 660 című német Wikipédia-szócikk ezen változatának fordításán alapul.  Az eredeti cikk szerkesztőit annak laptörténete sorolja fel. Ez a jelzés csupán a megfogalmazás eredetét és a szerzői jogokat jelzi, nem szolgál a cikkben szereplő információk forrásmegjelöléseként.